# Bill McDonald
William Lawrence McDonald, detto Bill (Spring Valley, 5 novembre 1916 – Oshkosh, 7 febbraio 1994), è stato un cestista statunitense, professionista nella NBL.

## Carriera
Giocò per otto stagioni nella NBL, disputando complessivamente 172 partite con 4,1 punti di media.